# Repvågs kraftverk
Repvågs kraftverk är ett norskt vattenkraftverk i Nordkapps kommun i Finnmark fylke.
Utbyggnaden av Repvågs vattensystem planerades före andra världskrigets slut och kom igång 1947. Första etappen var klar 1953, en andra etapp 1957 och en tredje 1966. 
Repvågs vattenkraftverk utnyttjar en fallhöjd på 170 meter från Ørretvatnet till havsnivån, med två turbiner och en effekt på 5,6 megawatt. Kraftverket genererar 22 gigawattimmar per år. Kraftverket började leverera ström i november 1953.
Under tiden som kraftverksbyggnationen pågick bildades Samdriften (Repvåg Kraftlag og Honningsvåg Elektrisitetsverk) 1951, vilken tog över en av slagskeppet Tirpitz hjälpmotorer med dieseldrift och uppförde Tirpitz-anlegget i Honningsvåg. Efter ikrafttagandet av Repvågs vattenkraftverk användes Tirpitz-anlegget som reservkraftstation under ett antal år.